# 伊朗人民敢死游击队组织—一致纲领追随者
伊朗人民敢死游击队组织—一致纲领追随者（波斯語：سازمان چریک‌های فدایی خلق ایران – پیرو برنامه هویت）是伊朗的一个非法的共产主义组织。该组织成立于1983年，分裂自伊朗人民敢死游击队组织（少数派）。该组织的领袖是梅赫迪·萨梅。该组织出版刊物《人民斗争》。